# 佐藤酒造店 (郡山市)
有限会社佐藤酒造店（さとうしゅぞうてん）は、福島県郡山市富久山町久保田の清酒製造業者である。商標は二本松藩主丹羽氏から授けられた『藤乃井』。
グループ会社として山形県東置賜郡川西町の嵐山酒造がある。
福島県新酒鑑評会金賞、南部杜氏自醸清酒鑑評会優等賞、仙台国税局清酒鑑評会優等賞などの受賞歴あり。

## 歴史
1710年（宝永7年）、藤屋本店の名前で創業。蔵の敷地に美しい藤が咲いていたことから、通りかかった二本松藩主の丹羽公から『藤乃井』の銘を授けられたと伝えられている。

## 銘柄
日本酒
- 「藤乃井原酒」
- 「藤乃井純米酒」